# 古巴政治
《古巴宪法》规定，“古巴是主权独立的社会主义国家，是一个民主、统一的共和国。”，古巴自革命胜利后便一直坚持社会主义政治制度。古巴实行一党专政制，古巴共产党掌握国家、政府和军队的权力，古巴共产党中央政治局为全国最高决策机关，古巴共产党第一书记为全国最高领导人。古巴的政体由全国人民政权代表大会、国务委员会和部长会议三部分组成。根据宪法，古巴以全国人民政权代表大会为国家最高权力机关，以部长会议为最高行政机关，以古巴最高人民法院为最高司法机关。其中，国务委员会是全国人民政权代表大会的常设机关，在全国人民政权代表大会闭会期间代行部分职权。
古巴的最高行政机关与最高司法机关的人员组成任免权由全国人民政权代表大会所拥有，古巴部长会议的成员经主席建议由全国人民政权代表大会任命，最高人民法院院长、法官、总检察长、副总检察长均由全国人民政权代表大会选举和罢免。全国人民政权代表大会最为作为最高权力机关，享有立法和修宪的权力。其组成人员每五年选举一次，其本身每年举行两次例会，全国和省级人大代表候选人由群众和学生组织提名后交市级人民政权代表大会审批，然后由全体选民以无记名方式直选产生。
自2021年4月19日起，米格尔·迪亚斯-卡内尔接任劳尔·卡斯特罗成为古巴共产党第一书记。2013年2月25日，经全国人民政权代表大会选举，埃斯特万·拉索·埃尔南德斯获任命为全国人民政权代表大会主席。
古巴是联合国的创始国之一，是世界贸易组织、七十七国集团、不结盟运动、加勒比国家联盟、美洲玻利瓦尔联盟等国际和地区组织的成员国。